# Brachodes minutula
Brachodes minutula is een vlinder uit de familie Brachodidae. De wetenschappelijke naam van de soort is voor het eerst geldig gepubliceerd in 1874 door Nicolas Grigorevich Erschoff.